# Leo Linkovesi
Leo Ensio Linkovesi (* 8. April 1947 in Helsinki; † 7. November 2006 in Kerava) war ein finnischer Eisschnellläufer, der auf Kurzstrecken spezialisiert war.
Linkovesi hatte im Jahr 1972 seinen internationalen Durchbruch, nachdem er schon 1970 bei den Einzelstreckenweltmeisterschaften in West Allis debütierte. Am 8. Januar 1972 brach er in Davos nicht nur Erhard Kellers Weltrekord über die 500-Meter-Strecke (um 0,3 Sekunden auf 38,0 Sekunden), sondern stellte außerdem mit 156,500 Punkten einen neuen Weltrekord im Sprint-Mehrkampf auf. Anschließend trat er als einer der Siegesaspiranten bei den Olympischen Winterspielen 1972 in Sapporo an, belegte aber beim Keller-Sieg nur den für ihn enttäuschenden sechsten Platz. Bei den ersten Weltmeisterschaften im Sprintmehrkampf wurde er am 27. Februar 1972 in Eskilstuna erster Weltmeister der Disziplin. 1973 in Göteborg gewann er bei den Profis die Silbermedaille hinter Hasse Börjes, aber vor seinem Dauerrivalen Keller. Bei der Sprint-Europameisterschaft der Profis 1974 in Savalen wurde er hinter Börjes und Ivar Eriksen Dritter.
Linkovesi war bis zu seinem Tod der letzte finnische Eisschnellläufer, der einen internationalen Titel gewann oder einen Weltrekord aufstellte. 1973 wurde er in der International Speed Skating League Profi, doch nachdem diese ein Jahr später pleiteging, wechselte er wieder zurück. Noch bis 1980 blieb er auf nationaler Ebene aktiv.